# اقتصاد مالی
اقتصاد مالی شاخه‌ای از اقتصاد است که مشخصاً بر فعالیت‌های پولی تمرکز دارد. که در آن به احتمال زیاد از یک نوع پول یا بیشتر در هر دو طرف معامله دیده می‌شود.[١] دغدغه اقتصاد مالی ارتباط بین متغیرهای مالی نظیر قیمت، نرخ بهره و ارزش سهام است. که در تضاد با تصورات علاقه‌مندان به اقتصاد واقعی است. در اقتصاد مالی دو حوزه تمرکز وجود دارد: قیمت‌گذاری دارایی (یا "تئوری سرمایه‌گذاری") و امور مالی شرکت‌های بزرگ. اولین حوزه، دیدگاه تأمین کنند گان سرمایه را شکل می‌دهد و دومین حوزه از دیدگاه مصرف کنند گان سرمایه می‌باشد.
موضوع اقتصاد مالی، تخصیص و به‌کارگیری منابع اقتصادی در محیط و فضایی نامطمئن در طول زمان است.[٢] بنابراین اقتصاد مالی روی تصمیم‌گیری در زمینه بازارهای مالی، ماحصل اقتصاد، مدل‌های مالی و اصول آن در شرایط نامطمئن تمرکز می‌کند و نگران نتایج آزمون پذیر و پیامدهای سیاست قبول مفروضات است. این نگرانی بر مبانی اقتصاد خرد و نظریه تصمیم‌گیری بنا نهاده شده‌است.
اقتصاد سنجی مالی شاخه‌ای از اقتصاد مالی است که از تکنیک‌های اقتصاد سنجی در جهت پارامتری کردن این روابط (قیمت سهام، نرخ بهره، ریسک و ...) استفاده می‌کند. ریاضی مالی مربوط به استخراج و گسترش مدل‌های ریاضی و عددی پیشنهاد شده توسط اقتصاد مالی است. توجه شود که تأکید می‌شود ثبات ریاضی در مقابل سازگاری با نظریه اقتصادی است.
اقتصاد مالی معمولاً در سطح فوق لیسانس تدریس می‌شود؛ رجوع کنید به ("Master of financial economics")
اخیراً متخصص اقتصاد مالی با درجه کارشناسی نیز فارغ‌التحصیل شده‌است.[٣]

## زمینه اقتصاد
کدهای طبقه‌بندی JEL
در مجله کدهای طبقه‌بندی ادبیات اقتصاد، اقتصاد مالی یکی از ١٩ طبقه‌بندی اولیه در JEL: G است. این مجله مسائل پولی و اقتصاد بین‌المللی را مقدم بر اقتصاد عمومی دنبال می‌کند. پیوندی برای شرح زیر طبقه‌ها در پاورقی [۴] آمده‌است.
لغت‌نامه اقتصادی جدید پال گریو (چاپ دوم- ٢٠٠٨) هم برای طبقه‌بندی مطالب خود در مقابل ٨ شاخص موضوعی، از جمله اقتصاد مالی در صفحات ٨۶٣ تا ٨۶۴ از کدهای JEL استفاده کرده‌است. پاورقی مربوط زیر این پیوند را به صفحه خلاصه ورودی پال گریو بر خط برای هر گروه اولیه یا ثانویه JEL برقرار می‌سازد: (ده مورد یا کمتر در هر صفحه، مثل جستجوگر گوگل)
| JEL: G  | اقتصاد مالی [5]              |
| JEL: G0 | عمومی [6]                    |
| JEL: G1 | بازارهای مالی عمومی [7]      |
| JEL: G2 | موسسات مالی و خدمات [8]      |
| JEL: G3 | امور مالی شرکت‌ها و حکومت [9] |

نوشته‌های رده سوم نیز می‌تواند جستجو شود.
همانطور که در بالا گفته شد، نظم و ترتیب ضرورتاً بیان می‌دارد که سرمایه‌گذاران منطقی چگونه تئوری تصمیم‌گیری را در مسئله سرمایه‌گذاری اعمال می‌کنند. این موضوع بر مبانی اقتصاد خرد و تئوری تصمیم گیری، چندین نتیجه کلیدی و کاربردی برای تصمیم‌گیری در شرایط نا مطمئن (ریسکی) بازارهای 
مالی ارائه می‌دهد.

## ارزش فعلی، ارزش مورد انتظار و ابزار
کل اساس اقتصاد مالی، مفاهیم ارزش فعلی و ارزش مورد انتظار است. ارزش فعلی در یک کتاب قدیمی تحت عنوان بهره مرکب توسط ریچارد ویت بسط داده شده‌است. ("سوالات ریاضی" ١٦١٣). این ایده‌ها بعدها توسط جان دِ ویت و ادموند هالی توسعه پیدا کرد. ترکیب انتظارات با ارزش فعلی منجر به بروز معیار ارزش مورد انتظار شد.که ارزش دارایی را به عنوان تابعی از میزان عایدی مورد انتظار و احتمال وقوع آن بیان کرد.صاحب اصلی این ایده‌ها بلیز پاسکال و پیِرِ دِ فِرمات بودند. ناسازگاری‌ها و تضادهای مختلفی مانند پارادوکس سنت پترزبورگ مشاهده شد. ارزش یابی به جای ارزیابی ذهنی و با ترکیب ابزارهای مالی پیشنهاد شد. در اینجا، این فرضیه ابزار مورد انتظار بیان می‌کند که اگر بدیهیات خاصی تحقق یابد، ارزش ذهنی مرتبط با قمار توسط یک فرد، انتظار آماری است که فرد از ارزش درآمد حاصل از قمار دارد. پارادوکس السبرگ؛ ریسک گریزی و صرف ریسک را نیز ببینید.

## قیمت‌گذاری بدون آربیتراژ و تعادل
مفاهیم قیمت‌گذاری "منطقی" بدون آربیتراژ و تعادل اکنون با هم همراه شده‌است تا اقتصاد مالی کلاسیک را بروز دهد. قیمت‌گذاری منطقی فرضی است در اقتصاد مالی که قیمت دارایی، (و پس از این مدل‌های قیمت‌گذاری دارایی) قیمت بدون آربیتراژ دارایی را برمی گرداند. طوری‌که هر گونه انحرافی از این قیمت "به دور از آربیتراژ" است. این فرض در قیمت‌گذاری اوراق با درآمد ثابت، به‌خصوص اوراق قرضه قابل استفاده است. و اساس قیمت‌گذاری ابزارهای مشتقه می‌باشد.
در جایی که قیمت بازار اجازه آربیتراژ سودمند را نمی‌دهد یعنی بازار بدون آربیتراژ است، می‌توان گفت که قیمت‌ها یک تعادل آربیتراژی را تشکیل داده‌اند. به‌طور ذاتی این شرایط با وجود فرصت آربیتراژ هم ممکن است دیده شود، لذا انتظار تغییر قیمت‌ها می‌رود و این‌گونه هم می‌شود.بدین صورت یک تعادل آربیتراژی برای تعادل اقتصادی یک پیش شرط است. قضیه اساسی قیمت‌گذاری دارایی را مشاهده کنید.
تعادل عمومی با رفتار عرضه سر و کار دارد. تقاضا و قیمت‌ها در یک اقتصاد یکپارچه با تعدادی بازار متعامل پویا تضمین می‌کند قیمت‌هایی که وجود دارند در نتیجه یک تعادل جامع است. (این در مقایسه با یک تعادل جزئی است که فقط یک بازار منفرد تجزیه و تحلیل می‌گردد.) مدل Arrow-Debreu با تخصص بیشتر توصیه می‌کند که تحت شرایط معین اقتصادی، بایستی مجموعه‌ای از قیمت‌ها برای هر کالا در اقتصاد وجود داشته باشد تا مجموع عرضه معادل مجموع تقاضا شود. در اینجا تجزیه و تحلیل اغلب با فرض یک عامل نماینده انجام می‌گیرد.